# Orimattila
Orimattila é uma cidade da Finlândia.
Está localizada na província da Finlândia Meridional e faz parte da região de Päijänne Tavastia. O município tem uma população de 14,339 habitantes (2003) e cobre uma área de 617.07 km² nos quais 8.14 km² são água. A densidade populacional é de 23.5 habitantes por km².